# Cristophyllarthrius maynei
Cristophyllarthrius maynei là một loài bọ cánh cứng trong họ Cerambycidae.